# Пам'ятник Шаленому Коню
Пам'ятник Шаленому Коню — найбільший у світі меморіал, присвячений індіанському вождю, очільнику війни проти уряду США, на ім'я Шалений Кінь. Висічений з суцільної скелі, розташований у Блек-Хіллс, штат Південна Дакота, США, близько 15 км на південний захід від гори Рашмор.
Будівництво меморіалу розпочате в 1948 році. Автор проєкту — скульптор Корчак Зюлковскі; помер в 1982 році, не встигнувши довести задум до кінця. Надалі будівництво продовжується за розробленими Зюлковскі докладними ескізами майбутнього меморіалу.
В 1998 році, після 50 років роботи, було завершено 26 метрову голову вождя, в даний (на 2012 рік) час робота ведеться над 66 метровою головою коня. Через нестачу коштів будівництво меморіалу виконується групою ентузіастів, вкрай повільно і в міру надходження коштів. Основна частина коштів надходить від відвідувачів, кількість яких становить близько мільйона на рік.
Закінчена фігура буде мати 195 метрів ширини та 172 заввишки, що значно перевищує за розмірами меморіал Американським президентам на горі Рашмор і на кілька футів вище, ніж Монумент Вашингтона.